# Koninklijke Unie van de Middenstand
De Koninklijke Unie van de Middenstand (KUM) (gesticht te Gent in 1887) is een Vlaamse middenstandsorganisatie die zich inzet voor de belangen van zelfstandige ondernemers in Vlaanderen en Brussel. 
De KUM richt zich op belangen op administratief, sociaal-juridisch en bedrijfseconomisch vlak. 
Daarnaast is de KUM een dienstencentrum voor zelfstandige ondernemers.

## (Voormalige) voorzitters
- Willy De Smet